# Toyota bZ4X

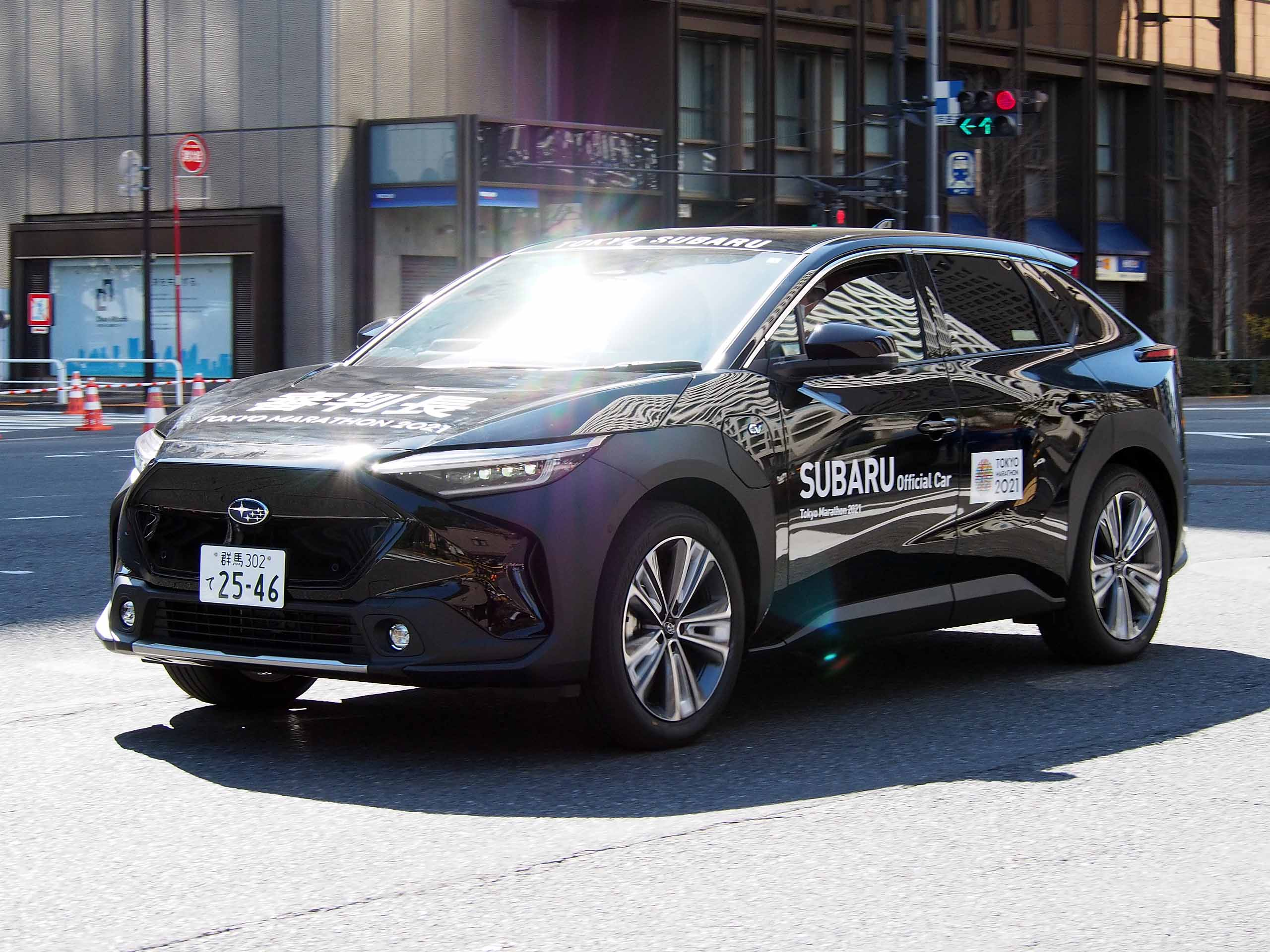
Subaru Solterra (Japonia)

Toyota bZ4X este un SUV crossover compact electric cu baterii produs de Toyota. A debutat în aprilie 2021 ca „Conceptul bZ4X”. Este primul vehicul care se bazează pe platforma e-TNGA dezvoltată în comun de Toyota și Subaru și primul model al mărcii care face parte din gama Toyota bZ ("dincolo de zero") de vehicule cu zero emisii.